# Fagel (Regentengeschlecht)

Wappen

Fagel ist der Name eines ehemaligen niederländischen Regentengeschlechts (Stadtregenten), dessen Mitglieder zum Adel und Patriziat gehörten. In den Jahren 1670 bis 1795 bekleidete jeweils ein Mitglied dieser Familie, die wichtige Stelle eines Griffier der Staten-Generaal van de Nederlanden.

## Hintergrund
Die Familie stammte ursprünglich aus Westflandern, wo sie seit dem Anfang des 16. Jahrhunderts nachweisbar ist. Im Jahre 1583 übersiedelte der Kaufmann François Fagel von Antwerpen nach Amsterdam, wo dessen Nachkommenschaft ab der dritten Generation überwiegend als Beamte im Staatsdienst tätig waren. Im Zeitraum des 17., 18. und 19. Jahrhunderts lieferten mehrere Familienmitglieder eine Reihe von Stadtpolitikern und viele waren dem Haus Oranien treu ergebene Staatsmänner, Diplomaten und Generale. Aus der Familie Fagel bekleideten zwischen 1670 und 1795 fünf Mitglieder das Amt des Griffiers (der höchste Beamtenrang; sinngemäß im deutschen: Gerichtsschreiber bzw. Urkundsbeamter) der niederländischen Generalstaaten. Fünf Gebrüder der Familie Fagel wurden 1815 Barone mit Erstgeburtsrecht in den neuen niederländischen Adel aufgenommen. Vier von ihnen starben unverheiratet. Das Geschlecht erlosch 1940.

## Bekannte Mitglieder

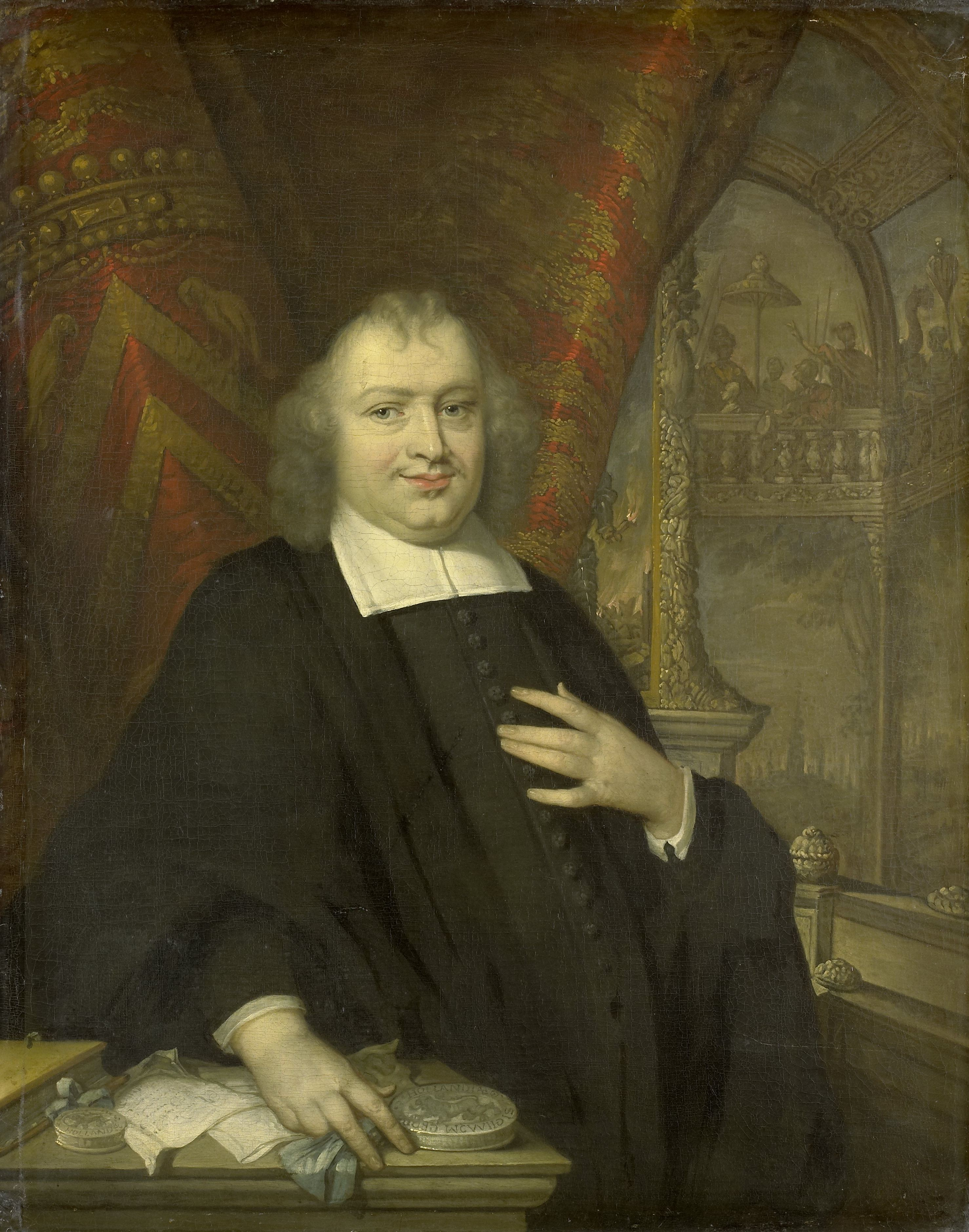
Kaspar Fagel

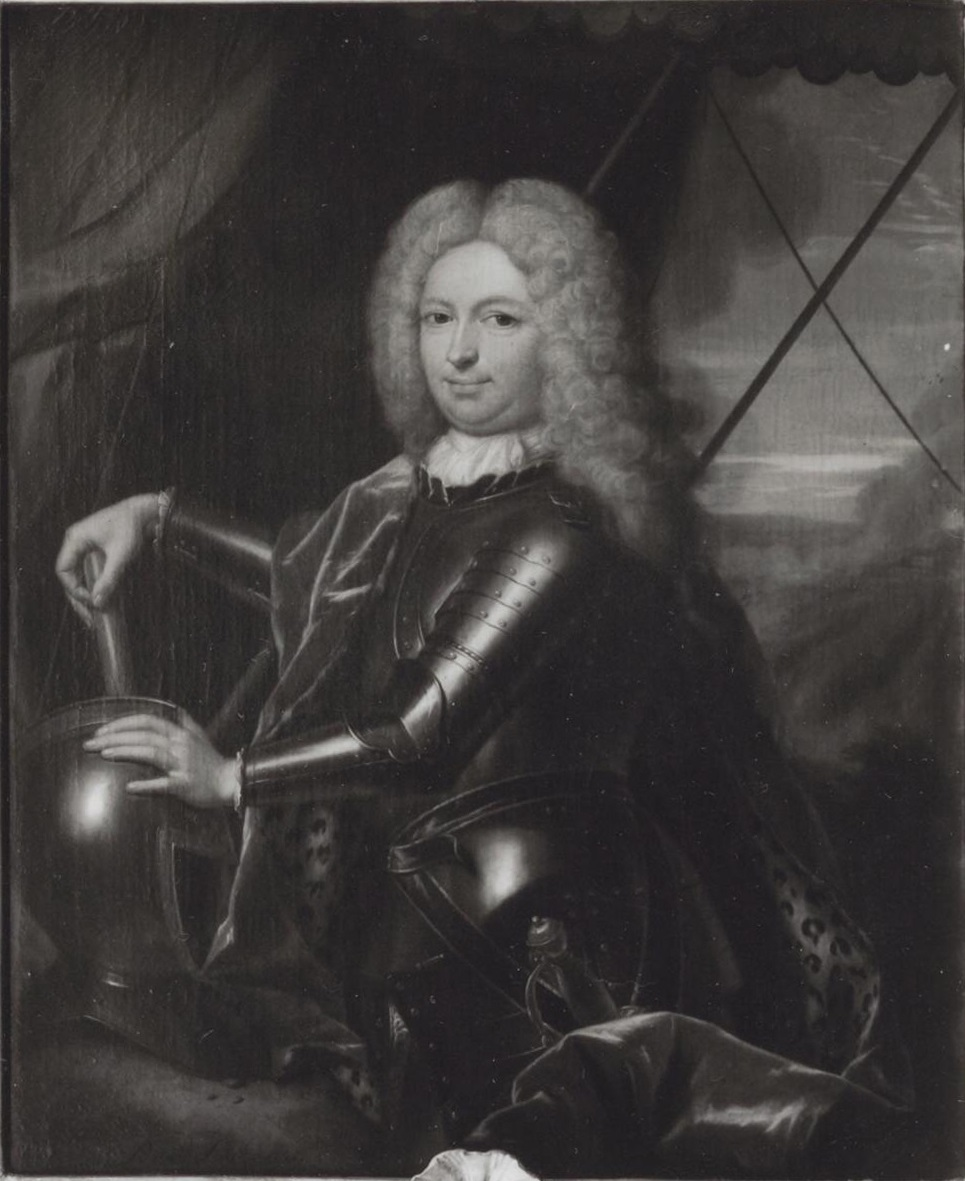
François Nicolaas Fagel

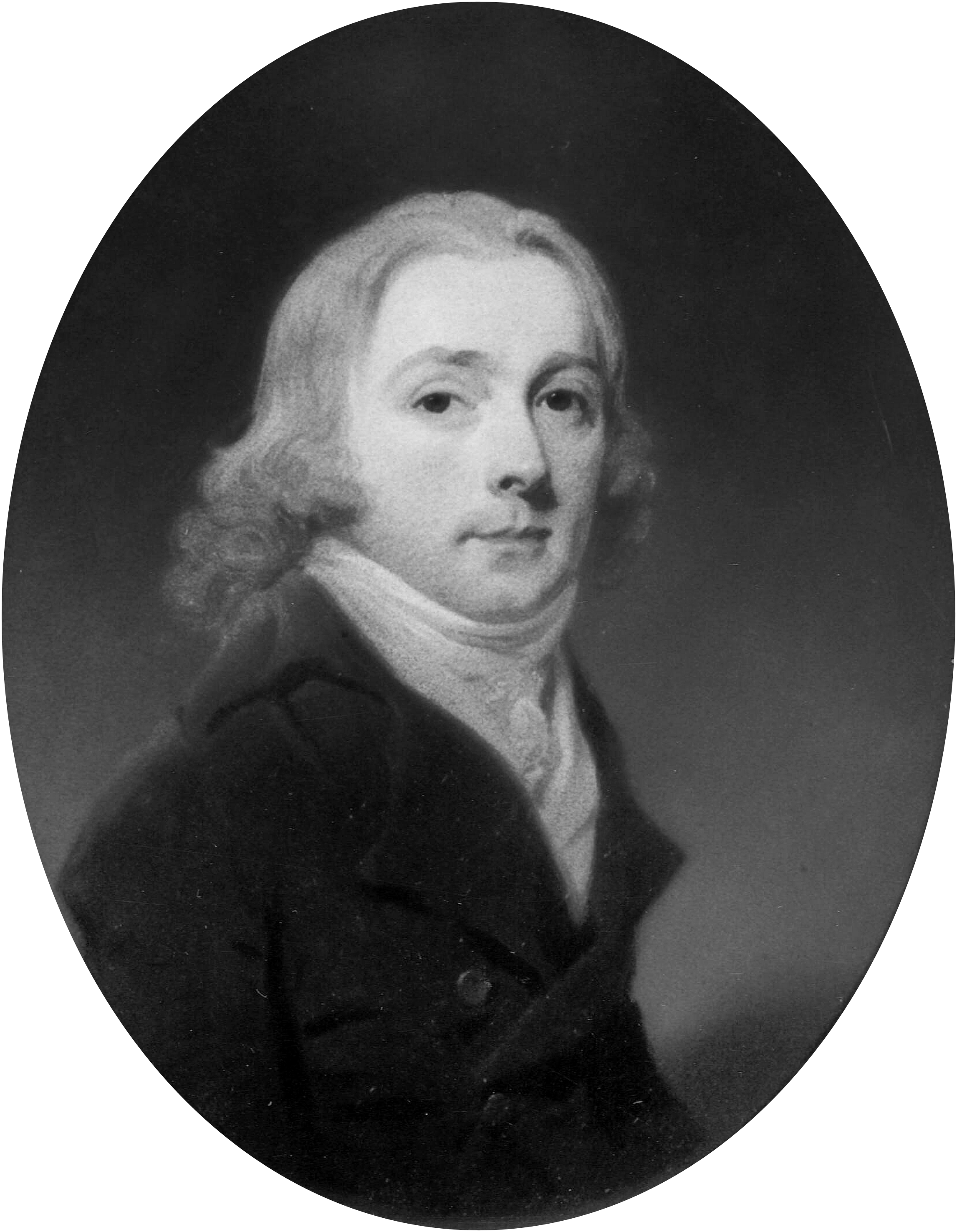
Heinrich Fagel

- Kaspar (Gaspar) Fagel (* 21. Juli 1629; † 15. Dezember 1688) wurde 1663 zum Pensionär (Stadtschreiber) von Haarlem ernannt und dadurch Mitglied der Staaten von Holland. Im Jahr 1670 wurde er Griffier (Sekretär) der Generalstaaten und nach der Abdankung Cornelis de Witts am 19. August 1672 Ratspensionär von Holland, legte das Amt jedoch 1677 nieder, und führte es erneut von 1685 bis 1687. Er galt als treuer Berater Wilhelms III. von Oranien in dessen Kampf gegen Ludwig XIV. und war 1678 bei den Verhandlungen zum Friede von Nimwegen zugegen. Als ihm ein Abgesandter Ludwigs eine hohe Geldsumme anbot, wenn er diesem im Vertrag zu Vorteilen verhelfen würde, lehnte er dies ab. Er setzte sich dafür ein, dass Wilhelm III. die erbliche Statthalterwürde übertragen wurde und half dabei die englische Expedition 1688 vorzubereiten, die Wilhelm auf den englischen Thron erhob. Er selbst wollte Wilhelm nach England folgen, verstarb aber kurz vor seiner Abreise. Er verfasste das königliche Manifest Wilhelms. Er war unverheiratet.
- Heinrich (Hendrik) Fagel (1617–1700), war der ältere Bruder Kaspars und wurde 1672 sein Nachfolger als Griffier der niederländischen Generalstaaten und galt als einer der einflussreichsten Personen der Republik.[2]
- Franz (François) Fagel (1659–1749), war der Sohn von Heinrich und Neffe von Kaspar. Er bekleidete das Amt des Griffiers mehr als 50 Jahre lang. Eine von Onno Zwier van Haren verfasste Lebensbeschreibung wurde beim Brand des Schlosses Wolwega vernichtet.
- Franz Nikolaus Fagel (1645– 23. Februar 1718), war ein Neffe von Kaspar und der Sohn von Nikolaus Fagel, Ratheherr zu Nimwegen. Er war Baron und kaiserlicher Feldmarschallleutnant, der sich 1690 vor Fleurus bewährte und 1691 bei der Verteidigung von Mons und 1695 bei der Belagerung von Namur als Befehlshaber fungierte. Er führte als Generalleutnant im Oktober 1702 das Kommando beim Sturm auf Lüttich, 1703 bei der Belagerung von Bonn und am 30. Juni 1703 bei Eckeren. Im Jahr 1705, als er der Armee in Portugal zugeteilt war, war er an der Einnahme von Valencia und Albuquerque beteiligt und setzte die Belagerung von Badajoz durch. Nach seiner Rückkehr in die Heimat war er 1709 an der Belagerung von Tournai und an den Gefechten bei Ramillies und Malplaquet beteiligt. Er belagerte mit seinen Truppen Béthune, zwang 1711 die Festung Bouchain zur Übergabe. Er wurde als unverheiratetes Mitglied der Familie 1703 für seine Verdienste vom Kaiser Leopold I. zum Baron des Heiligen römischen Reiches erhoben[3] und zum Feldmarschalleutnant im Deutschen Heer ernannt. Er starb 1718 als Gouverneur von Sluis.[4] Der Titel erlosch jedoch bei seinem Tod, da er keine Nachkommen und Titelerben hinterließ.
- Heinrich Fagel (1706–1780), wurde 1744 Griffier der Generalstaaten, und trug viel zur Erhebung des Statthalters Wilhelm IV. bei. Er übersetzte die Briefe der Lady Montagu ins Französische. Die beiden Bände erschienen 176a in Amsterdam.
- Franz Fagel (1740–1773), war Griffier-Adjunktus.
- Heinrich (Hendrik) Fagel (* 21. März 1765 – 22. März 1838), ein Sohn Heinrichs, war zunächst bis 1793 Gesandter der Vereinigten Niederlande in Kopenhagen, um Dänemarks Beitritt zur Koalition zu bewirken. Anschließend war er Staatssekretär, der als Unterhändler 1794 den Bund Hollands mit Preußen und England aushandelte und abschloss. Er folgte Wilhelm V. nach England und trat 1809 als Freiwilliger in das Heer des Erzherzogs Karl ein und kehrte 1813 mit Wilhelm I. nach Holland zurück. Er unterzeichnete 1814 als niederländischer Gesandter in London den Friedensschluss zwischen Großbritannien und den Niederlanden.[5] Baron von Fagel wurde 1821 mit dem Großkreuz des Guelphen-Ordens ausgezeichnet[6]
- Wilhelm Fagel (16. Januar 1774 – 16. November 1822), Bruder von Robert, Jacob und Heinrich, wurde im September 1822 zum niederländischen Gesandten in Lissabon ernannt, verstarb jedoch auf der Seereise dorthin.
- Jakob (Jacques) Fagel (1766–1838), war ein Bruder von Heinrich, Willhelm und Robert. Er war Gesandter in Kopenhagen und nahm 1813 an der Revolution zu Gunsten des Hauses Oranien teil.
- Robert, Freiherr von Fagel (* 10. März 1771; † 26. Dezember 1856), war ein jüngerer Bruder Heinrichs. Er zeichnete sich als niederländischer General in den Jahren 1793 bis 1794 in den Feldzügen gegen Frankreich aus und hielt sich lange im Ausland auf. Er kehrte 1813 in seine Heimat zurück und wurde 1819 von König Wilhelm I. zum Gesandten in Paris ernannt, wo er von 1852 bis 1854 akkreditiert war.